# Il re ed io (film 1999)
Il re ed io (The King and I) è un film di animazione statunitense del 1999 diretto da Richard Rich. È basato sulla storia di Anna Leonowens raccontata nel romanzo Anna e il re di Margaret Landon e utilizza canzoni e i nomi di alcuni personaggi del musical teatrale The King and I.

## Trama
1862. L'insegnante inglese Anna Leonowens e il figlio Louis, guidati dal capitano Orton, partono da Londra per raggiungere Bangkok, la capitale del lontano regno di Siam, ma sono costretti a scampare a una tempesta causata da un'illusione del perfido stregone Kralahome, il primo ministro del re di Siam. Scampati alla tempesta, i tre raggiungono il regno di Siam, dove imparano ben presto la struttura politica del regno, il cui re Mongkut riceve il dono di una giovane schiava burmese, Tuptim. Mongkut stesso riceve gli inglesi nel suo palazzo, ma non concede loro alcuna abitazione, dato che non si fida di loro; anche quando Anna gli fa provare le sue invenzioni, come la mongolfiera e la ferrovia, il re rifiuta la sua richiesta di soggiorno nel suo regno. Anna si arrende e accetta di farsi aiutare dalle mogli del re per partire e tornare a casa, ma in quel momento vede Tuptim e il principe Chululongkorn, uno dei Figli Reali, e, dopo aver fatto la conoscenza di questi ultimi, cambia idea e decide di rimanere.
Sapendo che questi non hanno mai vissuto una vita fuori dalle mura del palazzo, Anna porta tutti i figli del re in giro per la città per fargli vedere come vive la gente. Questo però porta il re su tutte le furie, e l'alterco che segue tra lui e Anna peggiora quando quest'ultima rimette in chiaro che non le è stata concessa l'abitazione. La violenta discussione viene però interrotta da Chululongkorn che discute delle tradizioni col padre stesso, e che intende stare con Tuptim pur sapendo che suo padre non lo permetterebbe mai. Confuso, Mongkut va a pregare Buddha, ma nel luogo sacro Kralahome anima le statue che tentano di uccidere il re, il quale si salva solo grazie alla sua pantera nera Rama. Intanto Tuptim confessa a Chululongkorn di aver scoperto che lui è un principe, e il loro è dunque un amore proibito, ma questi afferma che la ama comunque, a prescindere dalle tradizioni. Padron Piccolo li ode e riferisce il fatto al suo signore Kralahome, il quale intende usarlo come pretesto per minare il prestigio del re di Siam, contro il quale trama. Kralahome manda anche un messaggio agli inglesi che dice che Anna è in pericolo e che il re di Siam è un barbaro incivile.
Saputo dello sconforto del re, il quale è memore della scortesia a lei inflitta, Anna suggerisce al sovrano di organizzare un banchetto per l'arrivo degli inglesi. Ma durante il banchetto, Kralahome cita il ciondolo in avorio che il re dovrebbe indossare ma che ha ceduto al figlio Chululongkorn, il quale l'ha poi a sua volta ceduto a Tuptim. Scoprendo questo fatto, il furibondo Mongkut fa portare Tuptim al suo cospetto dalle sue guardie, e, disonorato dal rapporto tra lei e il figlio, minaccia di farla frustrare a morte, ma questa riesce a sfuggire insieme al suo spasimante e a Louis. Kralahome li guida nella giungla attraverso un ponte a corde, ma il ponte crolla e Tuptim viene portata via dalla corrente. Mongkut usa una delle sue mongolfiere per prendere Tuptim e salvare tutti gli altri, ma al ritorno a casa Kralahome spara un fuoco d'artificio che distrugge la mongolfiera e la fa schiantare; tutti atterrano sani e salvi, tranne il re, che rimane ferito gravemente, ma intanto Kralahome viene catturato da Sir Edward e dalle guardie reali, e il tentato regicidio viene condannato per il resto della sua vita a lavorare nelle scuderie degli elefanti, con Padron Piccolo, ironia della sorte, come suo padrone. Sul suo letto, il re chiede perdono ad Anna delle scortesie che le ha inflitto, e dopo essere guarito le dona una reggia fuori dalle mura del palazzo, dove i due festeggiano ballando.

## Personaggi
- Anna Leonowens: la protagonista del film, è un'insegnante inglese giunta per visitare il re di Siam.
- Louis Leonowens: il figlioletto di Anna.
- Mongkut: re del Siam.
- Kralahome: primo ministro del re di Siam, è in realtà uno stregone malefico che ambisce a prenderne il posto.
- Padron Piccolo: ingenuo e maldestro aiutante di Kralahome. È basso, grasso e con un'ossessione verso i suoi denti: durante la storia, a causa di numerosi incidenti, finisce col perderli uno ad uno rimanendo alla fine del film completamente sdentato e a causa di ciò finirà col picchiare il suo ex padrone ritenendolo responsabile.
- Principe Chululongkorn: giovane figlio di Mongkut, è innamorato della giovane Tuptim, che ricambia il suo amore.
- Tuptim: una giovane schiava burmese, di cui Chululongkorn si innamora ricambiato, pur sapendo che il loro amore è proibito.
- Sir Edward Ramsay: colonnello inglese che funge da emissario per il re di Siam.
- Rama: la pantera di Mongkut.
- Tusker:
- Moonshee:

## Accoglienza

### Botteghino
Il film ha incassato $4,007,565 nel suo weekend d'ingresso nei cinema, finendo al sesto posto nella classifica da botteghino, ed è riuscito a raggiungere i quasi 12 milioni di dollari (comunque meno della metà rispetto al budget di $25 milioni), ma è stato superato da Doug - Il film, uscito la settimana seguente.

### Critica
Il film ha ricevuto un'accoglienza negativa, con un indice di gradimento del 13% e un punteggio medio di 3.51/10, in base alle 24 recensioni, su Rotten Tomatoes. Stando al consenso critico, "senza carisma e poco ben animato, Il re ed io si dimostra mediocre rispetto al suo omonimo classico in tutti i modi." Lo storico Thomas Hischak ha scritto: "stupisce che la Rodgers & Hammerstein Organization ne abbia permesso l'esistenza... ai bambini è piaciuto Il re ed io di cinque decenni fa senza affidarsi ai draghi che ballano". Hischak, nella sua opera The Oxford Companion to the American Musical: Theatre, Film, and Television, ha considerato il film "sicuramente il peggior trattamento di qualsiasi proprietà della Rodgers and Hammerstein". La The Rodgers and Hammerstein Encyclopedia dichiara: "che siate d'accordo o meno che Il re ed io del 1956 sia il miglior film R&H movie, è bene ammettere che il suo adattamento animato è il peggiore". Roger Ebert lo ha votato con due stelle su quattro, lodandone il potenziale dell'adattamento e delle musiche, ma trovandolo infine scarno.